# Joana Sotto-Mayor
Joana Sotto-Mayor é uma piloto profissional de automóveis portuguesa. Nasceu no Porto, em 1973, vivendo actualmente em Cascais.
Começou a ligação ao Todo-o-Terreno na Caetsu (Agência de Publicidade da Salvador Caetano), uma vez que foi responsável pelo lançamento do Clube Todo-o-Terreno Toyota (TTT). Desde 2000 que participa como co-piloto no campeonato de TT, tendo iniciado a sua carreira numa equipa totalmente feminina. Em 2001 sagrou-se campeã nacional TT senhoras Grupo T2 e em 2005 e 2007 campeã nacional TT senhoras Grupo T1. Em 2008 formou equipa, exclusivamente, com Bernardo Moniz da Maia. Em 2010 assegurou o terceiro lugar entre os Navegadores na Categoria T1, tendo sido, ainda, a primeira mulher portuguesa a vencer uma prova do Campeonato de Portugal de TT, no Rali TT Terras da Raia (ao lado de Filipe Campos).
Antes da Caetsu, trabalhou na TV Cabo Porto e passou ainda pelo departamento de marketing de uma empresa de barcos. Actualmente dedica-se a 100% à sua filha, sendo o TT uma paixão a part-time.

## Palmarés
- 2001 – Campeã Nacional do Agrupamento T2 de Todo-o-Terreno, na classe Senhoras
- 2000 – Campeã Nacional do Agrupamento T2 de Todo-o-Terreno, na classe Senhoras
- 2005 – Campeã Nacional do Agrupamento T1 de Todo-o-Terreno, na classe Senhoras
- 2007 – Campeã Nacional do Agrupamento T1 de Todo-o-Terreno, na classe Senhoras
- 2008 – Campeã Nacional do Agrupamento T1 de Todo-o-Terreno, na classe Senhoras
- 2009 – 3º lugar Absoluto no Campeonato de Portugal de TT de Segundos Condutores e 3º lugar no Campeonato de Portugal de TT - Categoria T1 - Segundos Condutores
- 2010 – 3º lugar no Campeonato de Portugal de TT  - Categoria T1 - Segundos Condutores
- 2011 – 5º lugar na Baja Carmim, 8º lugar na Baja Aragón, 8º lugar na 25ª Baja Portalegre